# Stjepan Kljuić
Stjepan Kljuić (Sarajevo, 19. prosinca 1939.) je hrvatski i bosanskohercegovački novinar, političar, pisac i ratni član Predsjedništva Republike Bosne i Hercegovine.

## Životopis
Studirao na Filozofskom fakultetu u Sarajevu. Od 1965. do 1971. radio kao novinar u Oslobođenju, a potom je iz Sarajeva dopisnik zagrebačkog Vjesnika. U periodu od 1990. do 1992. godine predsjednik HDZ-a BiH, a nakon odlaska iz te stranke osnivač i predsjednik Republikanske stranke BiH - Republikanci BiH. Kasnije prelazi u Socijaldemokratsku uniju. Živi i radi u Sarajevu.

## Djela
- Ferhatović majstor driblinga, (Sarajevo, 1964.)
- Želja za pobjedom (romansirani životopis, 1971.)
- Junaci iz Los Angelesa (radiodrama, 1984.)
- Cahrinomanuš (televizijska drama, 1986.)
- Pripovijesti, putopisi, publicistički radovi - u periodici

## Vanjske poveznice
- Stjepan Kljuić u Haagu